# Franz Konrad (Rennfahrer)

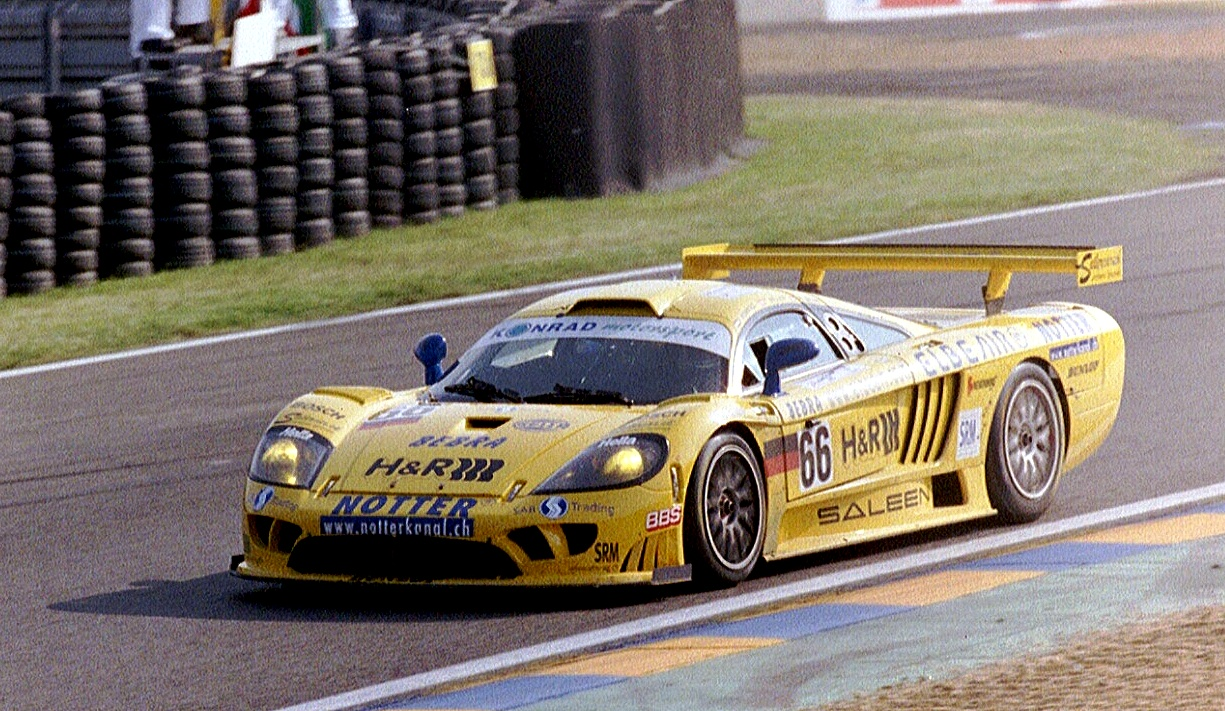
Der Saleen S7R von Toni Seiler, Walter Brun und Franz Konrad beim 24-Stunden-Rennen von Le Mans 2003

Franz Konrad (* 8. Juni 1951 in Graz) ist ein ehemaliger österreichischer Automobilrennfahrer mit deutscher Fahrerlizenz und Rennstallbesitzer.

## Karriere
Franz Konrad ist zwar in Österreich geboren und auch österreichischer Staatsbürger, fuhr aber immer mit einer deutschen Lizenz und ist laut den Statuten der FIA daher ein deutscher Motorsportler.
Konrad begann seine Karriere in der deutschen Formel-3-Meisterschaft 1980, deren Gesamtsieger er 1983 wurde. Parallel zur Formel 3 (er fuhr von 1980 bis 1985 immer wieder Rennen in dieser Formel), fuhr er zwischen 1980 und 1982 in der europäischen Formel-2-Europameisterschaft auf einem March-BMW, allerdings nicht so erfolgreich wie in der Formel 3.
Seit 1978 fuhr Konrad erfolgreich Sportwagenrennen und gründete mit Konrad Motorsport ein eigenes Team, welches in Verl Ortsteil Sürenheide (Nordrhein-Westfalen) beheimatet ist. Er startete 17-mal bei den 24 Stunden von Le Mans. Er fuhr in der Interserie, dem ADAC-GT-Cup, der BPR-Serie, der spanischen GT-Meisterschaft, der FIA-GT-Meisterschaft und der ALMS. Sein größter Erfolg als Fahrer war 1993 der Sieg beim 24-Stunden-Rennen auf dem Nürburgring auf einem Porsche 911 Carrera, zudem erreichte er 1990 den 2. Platz bei den 24 Stunden von Le Mans gemeinsam mit Jan Lammers und Andy Wallace auf einem Jaguar XJR 12. Fast seine gesamte Karriere fuhr er Sportwagenrennen mit Fahrzeugen der Marke Porsche. 2001 wechselte er zu Saleen. Sein Team war das erste, das diese US-Fahrzeuge in Europa einsetzte.
2006 kehrte er auf internationaler Ebene zu Porsche zurück und setzte bei den 24-Stunden-Rennen in Bahrain und Dubai einen Porsche 996 GT3 RSR ein. Im Jahr 2007 kehrte er nach langer Zeit wieder an die Nordschleife zurück und startete mit einem neuen Porsche 997 GT3 RSR bei den 24 Stunden am Nürburgring. Allerdings fiel das Team bereits in der ersten Runde nach einem Unfall aus.
In den 2010er-Jahren ging Konrad verstärkt bei Sportwagenrennen in Nordamerika an den Start.

## Statistik

### Le-Mans-Ergebnisse
| Jahr | Team                     | Fahrzeug               | Teamkollege        | Teamkollege                | Platzierung     | Ausfallgrund       |
| ---- | ------------------------ | ---------------------- | ------------------ | -------------------------- | --------------- | ------------------ |
| 1978 | Whittington Bros. Racing | Porsche 935 77 A Turbo | Don Whittington    | Bill Whittington           | Ausfall         | Unfall             |
| 1985 | Porsche Kremer Racing    | Porsche 962C           | Jean-Pierre Jarier | Mike Thackwell             | Rang 9          |                    |
| 1987 | Porsche Kremer Racing    | Porsche 962C           | George Fouché      | Wayne Taylor               | Rang 4          |                    |
| 1988 | Blaupunkt Joest Racing   | Porsche 962C           | David Hobbs        | Didier Theys               | Rang 5          |                    |
| 1989 | Repsol Brun Motorsport   | Porsche 962C           | Rudi Seher         | Andres Vilariño            | Ausfall         | Bremsdefekt        |
| 1990 | Silk Cut Jaguar          | Jaguar XJR-12          | Jan Lammers        | Andy Wallace               | Rang 2          |                    |
| 1991 | Konrad Motorsport        | Porsche 962C           | Anthony Reid       | Pierre Lombardi            | Ausfall         | Motorschaden       |
| 1993 | Konrad Motorsport        | Porsche 911 Carrera RS | Jun Harada         | Antônio de Azevedo Hermann | Rang 19         |                    |
| 1994 | Konrad Motorsport        | Porsche 911 Turbo      | Mike Sommer        | Antônio de Azevedo Hermann | Ausfall         | Motorschaden       |
| 1995 | Porsche Kremer Racing    | Kremer K8 Spyder       | Jürgen Lässig      | Antônio de Azevedo Hermann | disqualifiziert |                    |
| 1996 | Konrad Motorsport        | Porsche 911 GT2        | Wido Rössler       | Antônio de Azevedo Hermann | Ausfall         | Getriebeschaden    |
| 1997 | Konrad Motorsport        | Porsche 911 GT1        | Mauro Baldi        | Robert Nearn               | Ausfall         | Aufhängungsschaden |
| 1998 | Konrad Motorsport        | Porsche 911 GT2        | Larry Schumacher   | Nick Ham                   | Ausfall         | Dreher             |
| 1999 | Konrad Motorsport        | Porsche 911 GT2        | Peter Kitchak      | Charles Slater             | Ausfall         |                    |
| 2001 | Saleen-Allen Speedlab    | Saleen S7R             | Oliver Gavin       | Terry Borcheller           | Rang 18         |                    |
| 2002 | Konrad Motorsport        | Saleen S7R             | Toni Seiler        | Terry Borcheller           | Rang 26         |                    |
| 2003 | Konrad Motorsport        | Saleen S7R             | Toni Seiler        | Walter Brun                | Ausfall         | Getriebeschaden    |

### Sebring-Ergebnisse
| Jahr | Team               | Fahrzeug                | Teamkollege         | Teamkollege      | Teamkollege   | Teamkollege | Platzierung            | Ausfallgrund  |
| ---- | ------------------ | ----------------------- | ------------------- | ---------------- | ------------- | ----------- | ---------------------- | ------------- |
| 1994 | Konrad Motorsport  | Porsche 911 Turbo       | Örnulf Wirdheim     | Charles Mendez   | F. de Lesseps |             | Rang 7                 |               |
| 1995 | Konrad Motorsport  | Kremer K8 Spyder        | A. Hermann          | Ernst Schuster   |               |             | Rang 8 und Klassensieg |               |
| 1996 | Konrad Motorsport  | Porsche 911 GT2 Evo     | A. Hermann          | Charles Mendez   | A. Ahrlé      | K. Dolejší  | Ausfall                | Antriebswelle |
| 1997 | Konrad Motorsport  | Porsche 911 GT2         | Bob Wollek          | Wido Rössler     |               |             | Rang 8 und Klassensieg |               |
| 1998 | Konrad Racing      | Porsche 911 GT2         | Nick Ham            |                  |               |             | Rang 5 und Klassensieg |               |
| 1999 | Konrad Motorsport  | Lola B98/10             | Jan Lammers         | Tim Hubman       |               |             | Ausfall                | Aufhängung    |
| 2000 | Konrad Motorsport  | Porsche 911 GT2         | Charles Slater      | John Paul junior |               |             | Rang 12                |               |
| 2001 | Konrad Team Saleen | Saleen S7-R             | Oliver Gavin        | Terry Borcheller |               |             | Rang 6 und Klassensieg |               |
| 2002 | Konrad Motorsport  | Saleen S7-R             | Toni Seiler         | Terry Borcheller |               |             | Rang 10                |               |
| 2003 | Konrad Motorsport  | Saleen S7-R             | Toni Seiler         | Robert Nearn     |               |             | Rang 28                |               |
| 2014 | Dempsey Racing     | Porsche 911 GT America  | Christian Engelhart | Rolf Ineichen    |               |             | Ausfall                | Defekt        |
| 2016 | Konrad Motorsport  | Lamborghini Huracán GT3 | Christopher Brück   | Terry Borcheller | Josh Webster  |             | Rang 35                |               |

### Einzelergebnisse in der Sportwagen-Weltmeisterschaft
| Saison | Team                                       | Rennwagen                 | 1   | 2   | 3   | 4   | 5   | 6   | 7   | 8   | 9   | 10  | 11  | 12  | 13  | 14  | 15  | 16  | 17  |
| ------ | ------------------------------------------ | ------------------------- | --- | --- | --- | --- | --- | --- | --- | --- | --- | --- | --- | --- | --- | --- | --- | --- | --- |
| 1976   | Heinzmann Racing                           | Porsche Carrera RS        | MUG | VAL | NÜR | MON | SIL | IMO | NÜR | ZEL | PER | WAT | MOS | DIJ | DIJ | SAL |     |     |     |
| 1976   | Heinzmann Racing                           | Porsche Carrera RS        |     |     |     | 14  |     |     |     |     |     |     |     |     |     |     |     |     |     |
| 1977   | Kannacher Racing Kremer Racing             | Porsche 935               | DAY | MUG | DIJ | MON | SIL | NÜR | VAL | PER | WAT | EST | LEC | MOS | IMO | SAL | BRH | HOK | VAL |
| 1977   | Kannacher Racing Kremer Racing             | Porsche 935               |     |     |     |     | 5   | 4   |     |     |     |     |     |     |     |     | 3   |     |     |
| 1978   | Konrad Racing                              | Porsche 935               | DAY | SEB | MUG | TAL | DIJ | SIL | NÜR | LEM | MIS | DAY | WAT | VAL | ROD |     |     |     |     |
| 1978   | Konrad Racing                              | Porsche 935               | 13  |     | 2   |     | DNF | 6   | 4   | DNF | 3   |     |     | 7   |     |     |     |     |     |
| 1983   | Kremer Racing                              | Porsche 956 Porsche CK5   | MON | SIL | NÜR | LEM | SPA | FUJ | KYA |     |     |     |     |     |     |     |     |     |     |
| 1983   | Kremer Racing                              | Porsche 956 Porsche CK5   |     |     |     |     | DNF |     | DNF |     |     |     |     |     |     |     |     |     |     |
| 1984   | Kremer Racing Skoal Bandit                 | Porsche 956               | MON | SIL | LEM | NÜR | BRH | MOS | SPA | IMO | FUJ | KYA | SAN |     |     |     |     |     |     |
| 1984   | Kremer Racing Skoal Bandit                 | Porsche 956               |     | 6   |     |     |     | 2   | DNF | 8   |     |     | 9   |     |     |     |     |     |     |
| 1985   | Kremer Racing Joest Racing                 | Porsche 962 Porsche 956   | MUG | MON | SIL | LEM | HOK | MOS | SPA | BRH | FUJ | SEL |     |     |     |     |     |     |     |
| 1985   | Kremer Racing Joest Racing                 | Porsche 962 Porsche 956   |     |     |     | 9   | DNF |     |     |     |     | 4   |     |     |     |     |     |     |     |
| 1986   | Cleare Racing Cara Racing                  | March 85G LM 06C          | MON | SIL | LEM | NÜN | BRH | JER | NÜR | SPA | FUJ |     |     |     |     |     |     |     |     |
| 1986   | Cleare Racing Cara Racing                  | March 85G LM 06C          |     | DNF |     |     |     |     |     |     | 16  |     |     |     |     |     |     |     |     |
| 1987   | Kremer Racing Mussato                      | Porsche 962 Lancia LC2    | JAR | JER | MON | SIL | LEM | NÜN | BRH | NÜR | SPA | FUJ |     |     |     |     |     |     |     |
| 1987   | Kremer Racing Mussato                      | Porsche 962 Lancia LC2    |     |     |     |     | 4   | DNF |     |     |     | 12  |     |     |     |     |     |     |     |
| 1988   | Joest Racing Dauer Racing                  | Porsche 962               | JER | JAR | MON | SIL | LEM | BRÜ | BRH | NÜR | SPA | FUJ | SAN |     |     |     |     |     |     |
| 1988   | Joest Racing Dauer Racing                  | Porsche 962               |     |     |     |     | 5   | 6   |     | DNF |     |     |     |     |     |     |     |     |     |
| 1989   | Dauer Racing Brun Motorsport Kremer Racing | Porsche 962               | SUZ | DIJ | JAR | BRH | NÜR | DON | SPA | MEX |     |     |     |     |     |     |     |     |     |
| 1989   | Dauer Racing Brun Motorsport Kremer Racing | Porsche 962               | 15  | DNF |     | 16  | 6   |     |     | 9   |     |     |     |     |     |     |     |     |     |
| 1990   | Konrad Motorsport                          | Porsche 962               | SUZ | MON | SIL | SPA | DIJ | NÜR | DON | MOT | MEX |     |     |     |     |     |     |     |     |
| 1990   | Konrad Motorsport                          | Porsche 962               | 19  | DNF | 14  | 13  | 20  | 14  | 16  | 18  | 12  |     |     |     |     |     |     |     |     |
| 1991   | Konrad Motorsport                          | Porsche 962 Konrad KM-011 | SUZ | MON | SIL | LEM | NÜR | MAG | MEX | AUT |     |     |     |     |     |     |     |     |     |
| 1991   | Konrad Motorsport                          | Porsche 962 Konrad KM-011 |     | DNF | DNF | DNF | 9   | DNF | DNF | DNF |     |     |     |     |     |     |     |     |     |